# پدیکولاریس دنیسفلورا
پدیکولاریس دنیسفلورا (نام علمی: Pedicularis densiflora) نام یک گونه از تیره گل جالیزان است.